# Madilyn Bailey
Madilyn Bailey Wold (n. 2 septembrie 1992, Boyceville⁠(d), Comitatul Dunn, Wisconsin, Wisconsin, SUA), cunoscută în mod obișnuit sub numele de Madilyn Bailey și Madilyn, este o cântăreață, compozitoare, muziciană și personalitate YouTube americană. Ea a apărut la mai multe emisiuni TV live în Franța pentru a-și promova single-urile cover și, de asemenea, și-a promovat single-ul original „Tetris” în cadrul emisiunii TV americane Today în 2018. Din februarie 2024, are aproximativ 9,6 milioane de abonați pe YouTube.
EP-ul ei original de debut Bad Habit a fost lansat în 2012. Și-a lansat primul album de studio Muse Box în 2015 prin PlayOn/Warner Music France. Al doilea ei EP original, Wiser, a fost lansat independent în iulie 2016.
În 2018 a susținut primul său spectacol ca headliner⁠(d) la Paris, iar în 2019 a avut primul său turneu ca headliner cu trupă completă în China; de asemenea, a avut două turnee în SUA și Canada cu Boyce Avenue⁠(d) ca invitat special.

## Viața timpurie
Madilyn Bailey s-a născut în Boyceville, Wisconsin⁠(d), la Greg Wold, care lucrează pentru o firmă de publicitate, și Heidi Wold. Ea are cinci frați. Bailey a început să cânte muzică și să scrie cântece la vârsta de șapte ani. Ea a cântat în fanfara liceului Boyceville și a absolvit în 2011. Înainte de a deveni artistă, Bailey a lucrat ca asistentă medicală certificată.

## Carieră
Madilyn Bailey și-a început cariera cu puțin timp înainte de a absolvi liceul prin preluarea unor melodii populare și postarea lor pe YouTube, adunând peste 100 de milioane de vizualizări. În 2012, Bailey s-a alăturat Keep Your Soul Records pentru a ajuta la producția materialului ei și s-a mutat la Los Angeles în 2013.
Bailey a efectuat un turneu în Statele Unite și Canada cu Boyce Avenue⁠(d) în a doua jumătate a anului 2013. Ea a descris mai târziu acest turneu spunând: „A fost o experiență uimitoare să fiu pe drumuri pentru prima dată.” Ea a declarat că a fost inspirată de Michelle Branch și Kina Grannis⁠(d).
În 2015, interpretarea sa a piesei „Titanium”, compusă inițial de David Guetta și Sia, a fost difuzată la Virgin Radio în Franța. Acest lucru a dus la încheierea unui contract de înregistrare cu PlayOn în Franța, o casă de discuri a Warner Music Group. Piesa a intrat în topurile din Franța și Belgia, la fel ca și continuarea, un cover al piesei „Radioactive” de Imagine Dragons. În octombrie 2015, Bailey a lansat un album de cover-uri în Franța, intitulat Muse Box, susținut de single-ul „Rude” feat. Flula⁠(d). Un al patrulea single, un cover al piesei „Believe” a lui Cher, a apărut la începutul anului 2016.
În iulie 2016, ea a lansat un EP de cinci piese cu material original intitulat Wiser.
În 2016, cover-ul ei la piesa „Titanium” a lui David Guetta și Sia a fost prezentat în serialul australian Wanted.
Ea a fost aleasă în aprilie 2018 ca Artistul lunii al lui Elvis Duran⁠(d). Ea a fost prezentată în emisiunea Today de la NBC, găzduită de Hoda Kotb⁠(d) și Kathie Lee Gifford⁠(d), difuzată la nivel național în Statele Unite pe 20 aprilie 2018, unde Bailey a interpretat o versiune live a single-ului său „Tetris”.
În 2018, cântecul ei original „Drunk on a Feeling” a fost prezentat în serialul TV american de acțiune și dramă Station 19.
În 2021, Madilyn a apărut în cel de-al 16-lea sezon al emisiunii America's Got Talent, interpretând un cântec original făcut din comentarii de ură, care a obținut peste 20 de milioane de vizualizări pe YouTube. În cadrul audiției, a primit 4 „da” din partea juriului. A intrat în top 36, pentru a interpreta un cover al piesei „Titanium” a lui David Guetta și Sia în sfertul de finală 1. A trecut pentru a-și interpreta piesa originală „Red Ribbon” în Semifinale. A fost eliminată în timpul Semifinalelor.

## Viața personală
În 2014, Bailey s-a căsătorit cu James Benrud. În iunie 2023, ea a anunțat că ea și Benrud așteaptă primul lor copil împreună. În noiembrie 2023, Bailey a dat naștere unei fete.
Bailey este dislexică.

## Premii și nominalizări
| An                                | Asociere         | Categorie                               | Opera                                       |  |
| --------------------------------- | ---------------- | --------------------------------------- | ------------------------------------------- |  |
| 2014                              | Streamy Awards   | Cel mai bun cântec de cover             | „Wake Me Up”                                |  |
| 2015                              | NRJ Music Awards | \| Revelația internațională a anului \| | —                                           |  |
| 2017                              | Streamy Awards   | Campanie Influencer                     | „Rise to the Occasion” (părți din DiGiorno) |  |
| Revelația internațională a anului |                  |                                         |                                             |  |

## Discografie

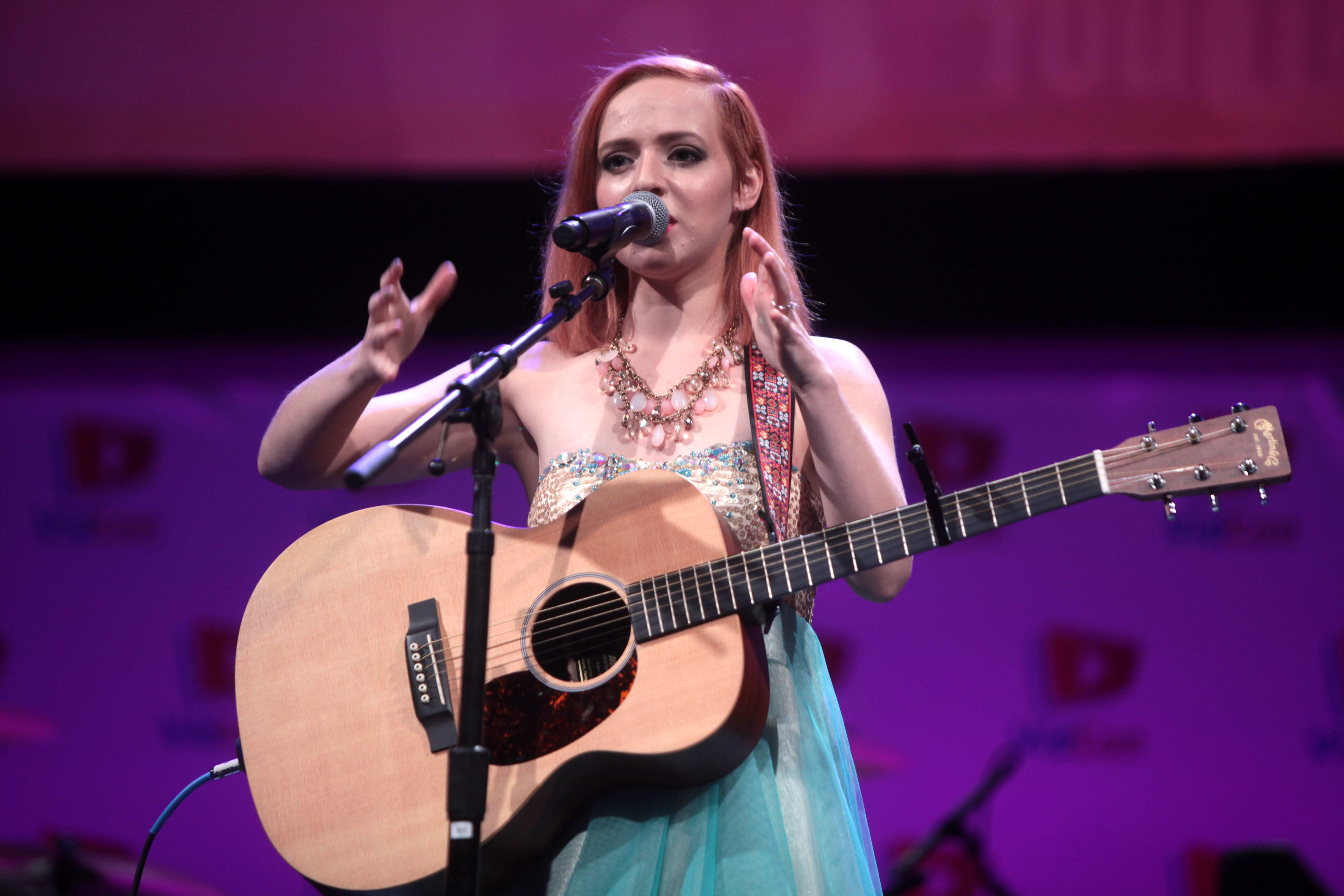
Bailey cântând în 2015

### Coperți albume
| Titlu    | Detalii album | Poziții de vârf | Poziții de vârf | Poziții de vârf |
| Titlu    | Detalii album | BEL (Fl)        | BEL (Wa)        | FR              |
| -------- | --- | --------------- | --------------- | --------------- |
| Muse Box | - Lansare: 2 octombrie 2015 - Etichetă: PlayOn, Warner Music France⁠(d), Madilyn Bailey Music - Formate: CD, descărcare | 81              | 26              | 24              |

### Acoperă single-uri
| An   | Titlu                 | Poziții de vârf | Poziții de vârf      | Poziții de vârf | Note                            | Album    |
| An   | Titlu                 | BEL (Fl)        | BEL (Wa)             | FR              | Note                            | Album    |
| ---- | --------------------- | --------------- | -------------------- | --------------- | ------------------------------- | -------- |
| 2015 | "Titanium"            | 18              | 4                    | 13              | Coperta lui David Guetta cu Sia | Muse Box |
| 2015 | "Radioactive"         | —               | 42                   | 36              | Coperta Imagine Dragons         | Muse Box |
| 2015 | " Rude " (cu Flula⁠(d) | —               | 29 </br> (Ultratip*) | 84              | Coperta Magic!                  | Muse Box |
| 2016 | "Believe"             | —               | —                    | 125             | Coperta lui Cher                | Muse Box |

*Nu a apărut în topurile oficiale belgiene Ultratop 50, ci mai degrabă în topurile sub Ultratop.

### EP-uri originale
| Titlu     | Detalii album                                                                       |
| --------- | ----------------------------------------------------------------------------------- |
| Bad Habit | - Lansare: 2 mai 2012 - Label: Keep Your Soul Records - Formate: CD, descărcare     |
| Wiser     | - Lansare: 12 iulie 2016 - Etichetă: Madilyn Bailey Music - Formate: CD, descărcare |

### Single-uri originale
| An   | Titlu                                  | Distribuitor | Writer(s)                                                                        | Producători                               | Album       | Note                    |
| ---- | -------------------------------------- | ------------ | -------------------------------------------------------------------------------- | ----------------------------------------- | ----------- | ----------------------- |
| 2016 | "Wiser"                                | Stem         | Oh, Hush!⁠(d), Drew Lawrence, Jaden Michaels                                      | Oh, Hush!                                 | Wiser       |                         |
| 2018 | "Tetris"                               | Stem         | Madilyn Bailey Wold, Jacob Ames Chatelain, London Jackson Glorfield, Mick Coogan | X Lovers⁠(d)                               | —           |                         |
| 2018 | "Drunk on a Feeling"                   | Stem         | Madilyn Bailey Wold, Daniel Burke                                                | Daniel Burke                              | —           |                         |
| 2019 | "Red Ribbon"                           | Stem         | Madilyn Bailey Wold, Lauren Christy⁠(d), Jon Levine⁠(d)                            | Joseph Barba                              | —           |                         |
| 2019 | "Are We Falling in Love"               | Stem         | Madilyn Bailey Wold, Christo Bowman, Courtney Ballard                            | Courtney Ballard, Joseph Barba            | —           |                         |
| 2019 | "All My Oxygen"                        | Stem         | Madilyn Bailey Wold, Nikki Flores⁠(d), Justin Gray                                | Prince Fox, Brian Malouf, Justin Gray     | —           |                         |
| 2019 | "Tastes Like Karma"                    | Stem         | Madilyn Bailey Wold, London Jackson Glorfield, Jacob Ames Chatelain, Mick Coogan | Joel Manduke                              | —           |                         |
| 2020 | "Wisconsin"                            | AWAL         | Madilyn Bailey Wold, Saint Claire, Tienus, Clifford Goilo                        | Clifford Goilo, Joseph Barba              | —           |                         |
| 2020 | "小鱼 Little Fish (bilingual version)" | Stem         | Madilyn Bailey Wold, Sam Tsui⁠(d), Casey Breves                                   | Sam Tsui⁠(d)                               | Little Fish | * Disponibil pe NetEase |
| 2021 | "How Good We Had It"                   | Stem         | Madilyn Bailey Wold, Hannah Wilson, Sam Merrifield                               | Sam Merrifield                            | —           |                         |
| 2021 | "Miss Anonymous"                       | Stem         | Madilyn Bailey Wold, Saint Claire, Kelly Craige, Clifford Goilo                  | Clifford Goilo, Saint Claire              | —           |                         |
| 2021 | "View"                                 | Stem         | Madilyn Bailey Wold, Mikal Blue⁠(d), Johan Lindbrandt                             | Mikal Blue, Johan Lindbrandt, Joel Maduke | —           |                         |
| 2021 | "shine your diamond heart"             | Stem         | Madilyn Bailey Wold                                                              | Clifford Goilo, Joseph Barba              | —           |                         |
| 2021 | "Crown"                                | TuneCore⁠(d)  | Madilyn Bailey Wold                                                              | Jason Pitts                               | —           |                         |
| 2022 | "My Worst"                             | Stem         | Madilyn Bailey Wold, Emi Dragoi, LIlV                                            | Emi Dragoi                                | —           |                         |
| 2022 | "Digital Age"                          | Stem         | Madilyn Bailey Wold, Catalina Schwighauser, Clifford Golio                       | Clifford Golio                            | —           |                         |
| 2022 | "Digital Age (Acoustic Version"        | TuneCore⁠(d)  | Madilyn Bailey Wold, Catalina Schwighauser, Clifford Golio                       | Joseph Barba                              | —           |                         |
| 2022 | "True Crime"                           | Stem         | Madilyn Bailey Wold, Emily-Madelen Aarsheim Harbakk, Olivia "LIIV" Cargile       | Bendik Moe Krogh, Gucci Caliente          |             |                         |
| 2022 | "Mister Misfit"                        | Stem         | Madilyn Bailey Wold                                                              | Joseph Barba                              |             |                         |

### Credite de scriere
| An   | Titlu        | Artist(i)   | Album                      | Credite    |
| ---- | ------------ | ----------- | -------------------------- | ---------- |
| 2018 | "Wallflower" | Whethan⁠(d)  | Life of a Wallflower Vol.1 | Scriitor   |
| 2021 | "Flu"        | IU          | LILIAC                     | Compozitor |
| 2021 | „Weird Year” | Saint Djuni | Single non-album           | Scriitor   |

### Credite vocale
| An   | Titlu                               | Artist(i)      | Album                                        |
| ---- | ----------------------------------- | -------------- | -------------------------------------------- |
| 2018 | "Alive"                             | Raffey Cassidy | Vox Lux (Original Motion Picture Soundtrack) |
| 2018 | "Your Body Talk"                    | Raffey Cassidy | Vox Lux (Original Motion Picture Soundtrack) |
| 2018 | "Hologram (Smoke and Mirrors)"      | Raffey Cassidy | Vox Lux (Original Motion Picture Soundtrack) |
| 2018 | "Wallflower"                        | Whethan⁠(d)     | Life of a Wallflower Vol.1                   |
| 2021 | "Flu"                               | IU             | LILAC                                        |
| 2021 | "Spellbound (feat. Madame Bizarre)" | LVCRFT         | The Return                                   |